# Wiener Klassik

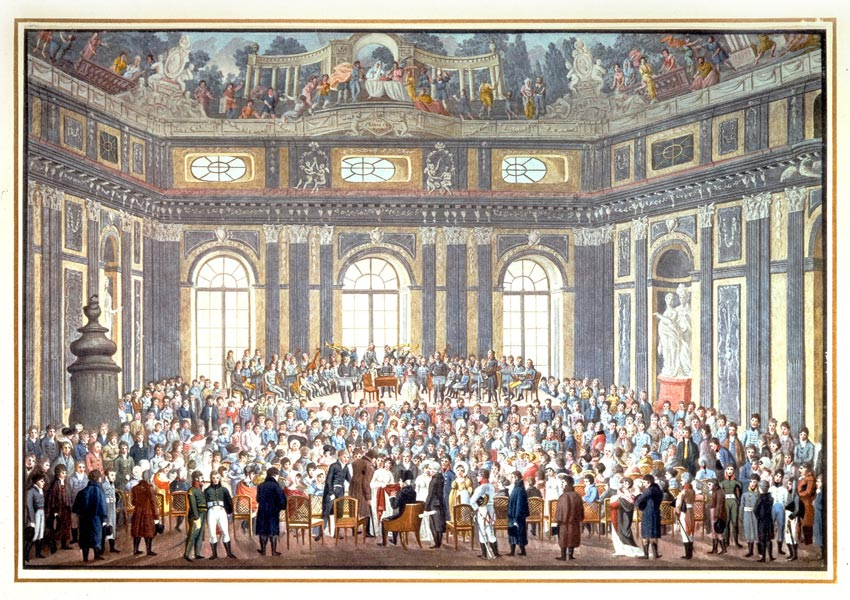
Aufführung von Joseph Haydns Schöpfung (unter Leitung von Antonio Salieri) in der Alten Universität Wien im Jahr 1808 (Der bereits sehr gebrechliche Komponist ist in der Mitte vorne sitzend zu sehen)

Klassik bedeutet in der Musik etwa die Zeit vom frühen 18. Jahrhundert bis ins frühe 19. Jahrhundert, Wiener Klassik oft nur das Werk von Joseph Haydn, Wolfgang Amadeus Mozart und Ludwig van Beethoven. Der (Wiener) Klassik entspricht in Kunst und Architektur die Epoche des Klassizismus.
Einem melodiebetonten „galanten Stil“ ab etwa 1720 folgen um die Jahrhundertmitte die Empfindsamkeit und ein musikalischer Sturm und Drang. Nachdem die Opera seria des Librettisten Pietro Metastasio mit seiner strengen Aufteilung der Nummern mit Rezitativen für die Handlung und Arien zur Affektdarstellung international erfolgreich war, während die Opera buffa mit dem Librettisten Carlo Goldoni zunächst in Italien verblieb, war die zweite Jahrhunderthälfte zunächst von Reformbestrebungen der Opera seria bestimmt, wobei besonders Christoph Willibald Gluck als Komponist hervortrat.
Ab ca. 1780 ist der klassische Stil Haydns und Mozarts voll ausgeprägt, innerhalb einer primär homophonen Textur wird das motivische Material in allen Stimmen entwickelt, die Satztechnik wechselt innerhalb eines Stückes, in den Formen wird der in Perioden gegliederte musikalische Fluss in einer dramatisierten Bewegung von einer Tonart zur anderen geführt. Mit Beethoven erfährt die Klassik ihre Vollendung und die Romantik kündigt sich an.

## Begriffsdiskussion
„Klassisch“ wird verwendet als Allgemeinbegriff, Stilbegriff und Epochenbegriff mit „historisch gewachsene[r] aber ahistorisch verwendete[r]“ Wertung, die Herkunft ist lateinisch, wo classis bzw. classicus die „erste Klasse, höchste Zensusgruppe“ bezeichnete. Der Begriff „Wiener Klassiker“ benannte die Komponisten Joseph Haydn, Wolfgang Amadeus Mozart und Ludwig van Beethoven und wurde im 19. Jahrhundert mit nationalistischen Implikationen und im Kontext der Kanonbildung geprägt. In der englischsprachigen Literatur hat sich der Terminus nicht durchgesetzt. Das Harvard dictionary of music versteht unter „klassisch“ eine „period“ oder einen Stil beginnend in Italien im frühen 18. Jahrhundert und bis ins frühe 19. Jahrhundert reichend. Das deckt sich mit der Ausdehnung des 18. Jahrhunderts als musikalische Epoche im Neuen Handbuch der Musikwissenschaft. Der Begriff „Wiener Klassik“ hat bei deutschsprachigen Autoren zu Verlegenheitslösungen für die Benennung der Musik von 1720 bis 1780 geführt, im frühen 20. Jahrhundert war „Musik des Rokokos“, später „Vorklassik“ üblich.
In der Diskussion finden sich Beispiele für die Einschränkung oder Ausdehnung des Begriffes der (Wiener) Klassik: Für Ludwig Finscher ragt insbesondere die Leistung von Haydn und Mozart von 1781 bis 1803 so sehr aus dem Umfeld heraus, dass sie als „übergeschichtlich“ rezipiert wurde, womit er Raphael Georg Kiesewetters „Epoche Haydn und Mozart“ von 1834 in ihren Datumsgrenzen bestätigte. Carl Dahlhaus dagegen rückte die „innere Einheit“ der klassisch-romantischen Epoche „in den Vordergrund“.
Im späten 18. Jahrhundert ermöglichte die Verbreitung von Drucken und Abschriften einen „kosmopolitischen Stil“, der in den europäischen Großstädten unabhängig von der Kenntnis der „Wiener Klassik“ kultiviert wurde. Für die Etablierung des Begriffs „Klassik“ war Ernst Bückens Publikation Musik des Rokokos und der Klassik (1927) wichtig, das Lexikon Musik in Geschichte und Gegenwart hat aktuell (19. August 2023) keinen Eintrag für „Wiener Klassik“ aber für „Klassik“, ebenso führt die Reihe Bärenreiter Studienbücher Musik mit Erstausgabe 2022 den Band Musikgeschichte „Klassik“ für den hier behandelten Zeitraum, distanziert sich jedoch grundsätzlich von einer Einteilung in Epochen.

## Musikanschauung

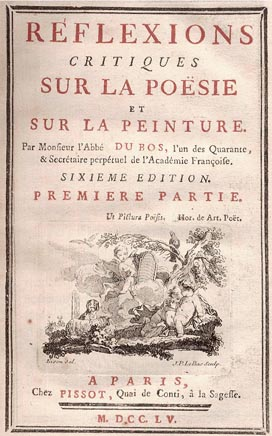
Jean Baptiste Dubos: Réflexions critiques sur la poésie et sur la peinture. publiziert 1755 (1. Auflage 1719).

Die neue Musikästhetik um 1750 rückt die Empfindung des Hörers in den Vordergrund, die durch die Melodie hervorgerufen werden soll. Einfachheit, Natürlichkeit und Fasslichkeit sind gegenüber allem „Schwierigen“ zu bevorzugen. Abgelehnt wird der „barocke Schwulst“. Diese Grundsätze wurden von Jean Baptiste Dubos in Réflexions Critiques Sur La Poesie Et Sur La Peinture (1719), dann von Johann Mattheson in Der vollkommene Capellmeister (1739) und von Johann Adolph Scheibe in Der Critische Musicus (1738–1740) artikuliert. Das Ideal des Einfachen und Natürlichen wurde auch von der Berliner Liederschule postuliert, siehe Von der musikalischen Poesie (1753) von Christian Gottfried Krause und Kritische Briefe über die Tonkunst (1759–1764) von Friedrich Wilhelm Marpurg.
In der Empfindsamkeit erfolgt der Übergang von „Musik drückt etwas aus“ zu „sich selbst in der Musik ausdrücken“. Zum Ausdrucksbedürfnis kommt die Originalität hinzu. Nach 1750 verschiebt sich die Bestimmung des Musikalischen auf das Leidenschaftliche und die Ausdruckstiefe. In Analogie zum literarischen Sturm und Drang schafft der als Genie verstandene Künstler spontan und in Freiheit, was das Ende einer langen rationalistischen Geistestradition bedeutet.
Um 1800 betonen Autoren der Romantik die Unabhängigkeit und Eigengesetzlichkeit der Instrumentalmusik, so Wilhelm Heinrich Wackenroder und Ludwig Tieck in Phantasien über die Kunst. Ab etwa 1850 wird dieses Ideal als absolute Musik benannt.
Friedrich Schiller veröffentlichte 1793 die Schrift Vom Erhabenen. In der Musik spielt um 1800 zudem das Heroische eine große Rolle insbesondere in Revolutions- und Schreckensopern, Rettungsopern und historischen Stoffen, die offenbar aktuelle Themen reflektieren.
Als bekannteste Auseinandersetzung über Musik gilt im betrachteten Zeitraum der Buffonistenstreit in Paris über die Vorzüge der ernsten Opera seria und der komischen Opera buffa, wobei die Opera Seria der aristokratischen Repräsentation diente und die Opera buffa mit dem Fürsprecher Jean-Jacques Rousseau den Anspruch auf Natürlichkeit mit Kritik am Absolutismus verbinden konnte. Die Reflexion über Musik fand am Ende des 18. Jahrhunderts neue Formate: bei Rousseau ein enzyklopädisches, bei Charles Burney das des Reisetagebuchs, Johann Nikolaus Forkel arbeitete biographisch und brachte eine Allgemeine Geschichte der Musik heraus.

## Musikleben

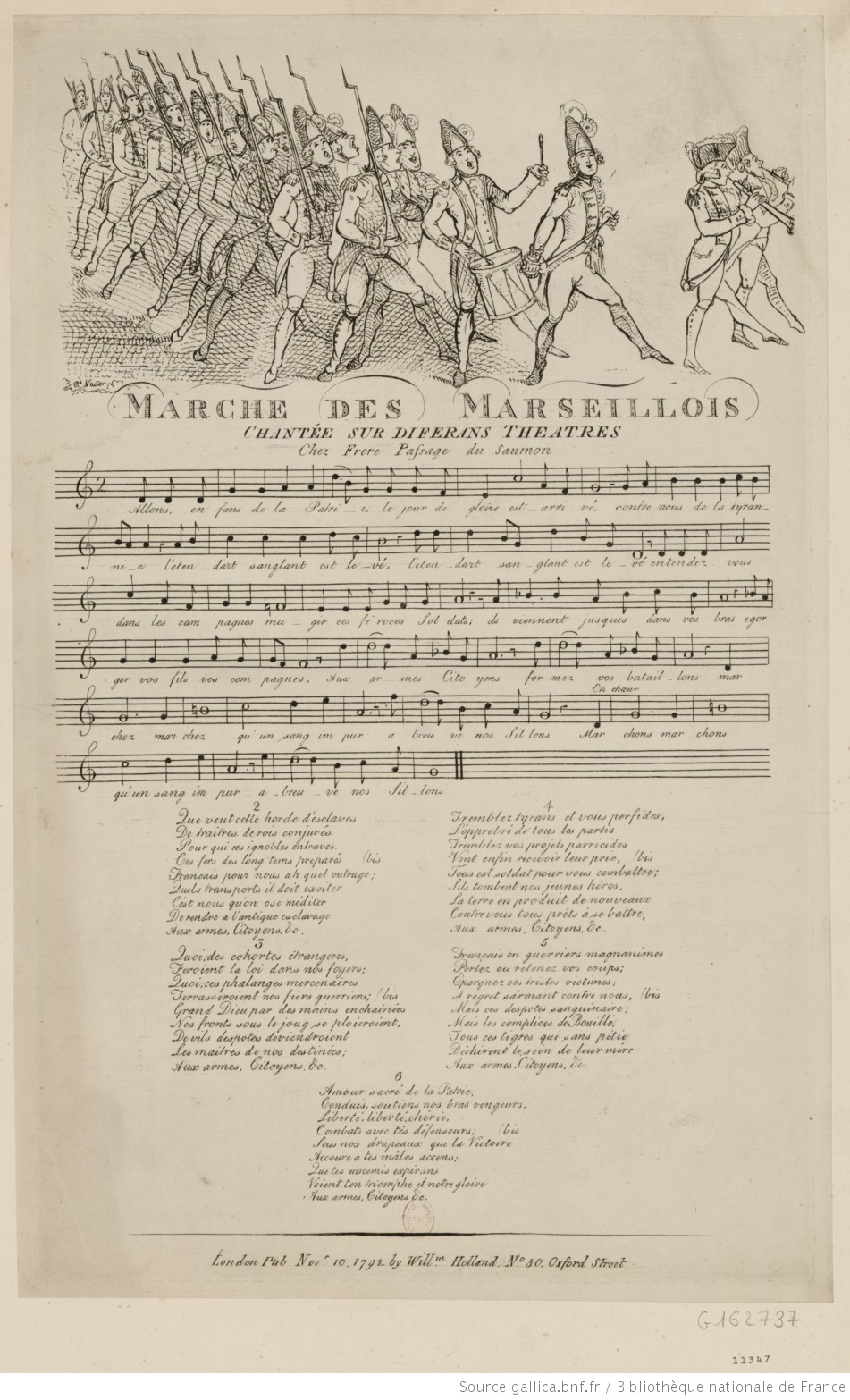
Marche des Marseillois chantée sur diferans theatres. Früher Druck der Marseillaise aus dem Jahr 1792.

Musik wurde im 18. Jahrhundert nicht nur in Räumen dargeboten, auch auf der Straße wurde zu diversen Gelegenheiten musiziert: Straßenmusik, Prozessionen, Feste, Serenaden und Cassationen, letzteres bezeichnet auch als Gattung eine lose Folge von Instrumentalsätzen. Mozarts Erfolg wurde an der Verwertung seiner Arien als Straßenmusik festgemacht. Revolutionäre Massenveranstaltungen unter Verwendung der Marseillaise dienten in Frankreich der „politisch-gesellschaftliche[n] Identitätsbildung“.
Liturgische Reformbewegungen zielten in der evangelischen Kirche auf Vereinfachung, weniger Gesang und Gemeindegesang mit weniger Melodien, in der katholischen Kirche blieb die barocke Prachtentfaltung im gesamten 18. Jahrhundert erhalten.
Ab 1725 gab es in Paris die Konzertinstitution der Concerts spirituels, in London ab 1726 die Academy of Vocal Music, dann die Academy of Ancient Music zur Pflege alter Musik. Im London des späten 18. Jahrhunderts konkurrierten zudem die Bach-Abel-Concerts der Komponisten Johann Christian Bach und Karl Friedrich Abel mit den „Salomons Concerts“ von Johann Peter Salomon. In Leipzig wurde 1781 in der Gewerbehalle der Tuchhändler ein Saal für Konzerte eingerichtet. Um 1800 wurden eine Reihe von Konzertgesellschaften gegründet: 1771 in Wien die „Tonkünstler-Societät der freyen Tonkunst vor Witwen und Waisen“, 1778 in Leipzig die Musikübende Gesellschaft, 1789 in Hamburg die Gesellschaft „Harmonie“, 1813 die Philharmonic Society of London. Der Konzertsaal war im Gegensatz zum 19. Jahrhundert jedoch „fast eine Ausnahme“, nur wenige Städte verfügten über feste Konzertsäle. Die Konzertprogramme waren auf die auftretenden Virtuosen zugeschnitten, zudem „buntscheckig“ mit in Einzelsätzen zerrissenen Sinfonien, Arien, Chören und Konzerten, um dem Publikum viel Abwechslung zu bieten.
Musikalische Ausbildung oblag im 18. Jahrhundert noch keinen Institutionen, Gesang, Instrumentalspiel, Chor- und Ensembleleitung, Generalbass und Komposition wurde im Haus der Musikerfamilien unterrichtet. Neben professionellen Musikern gab es eine rege „aristokratische und bürgerliche Teilhabe“ ohne Notwendigkeit des Geldverdienens durch Musik. Musikausübung fand etwa statt in musikalischen Gesellschaften, bei Haus- und Tanzmusik, Aufführungen in Professoren-Wohnzimmern, „Country Concerts“ und im Salon. Bei den Veranstaltungen kamen Verleger, Komponisten, Instrumentenbauer, Pädagogen und Veranstalter zusammen. Es zeigen sich weniger die Polaritäten des 19. Jahrhunderts zwischen Hoch- und Unterhaltungskultur bzw. zwischen öffentlich und privat, sondern eher ständische, nationale, regionale, professionelle und ökonomische.

### Frauen am Klavier

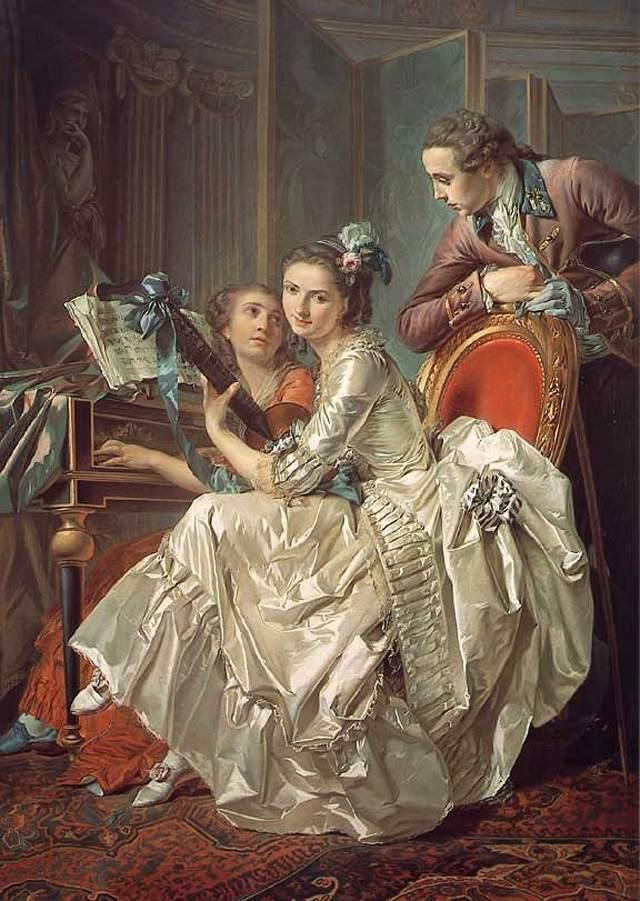
Louis-Roland Trinquesse: Musikalische Unterhaltung (1774), Alte Pinakothek München.
Die Dame am Klavier hält Blickkontakt mit dem eleganten Herrn an der Sessellehne, die andere mit dem Betrachter.

Wegen der für Frauen als schicklich angesehenen Spielhaltung waren diese insbesondere am Klavier beteiligt. Die Klaviersonaten mit begleitender Violine in der frühen Klassik, etwa von Johann Schobert, weisen eine sehr leicht zu spielende Violinstimme auf. Das Verhältnis zwischen stehendem Herrn mit der Violine und am Klavier sitzender Dame kann im Sinne eines musikalischen Vorrangs als Gebot der Höflichkeit gedeutet werden. Junge Damen erlernten oftmals das Klavierspiel, um durch Darbietungen bei der Konkurrenz um begehrte Ehemänner bessere Aussichten zu haben, im Ehestand wurden die musikalischen Fertigkeiten wieder vernachlässigt. Als musikalisch engagiertere Frau spielte bspw. Marianna von Martines aber virtuos und komponierte Cembalokonzerte für ihren Salon sowie Kirchenmusik.

### Wien als Musikstadt

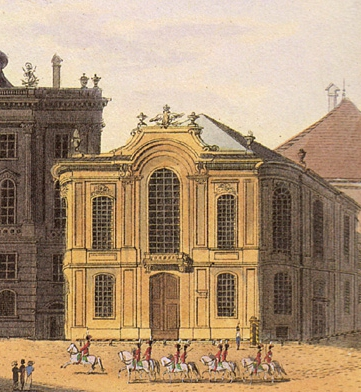
Das „Hoftheater naechst der Burg“ in Wien

Raum und Hintergrund für die „Wiener Klassiker“ gab Wien als Haupt- und kaiserliche Residenzstadt der Habsburger, die seit dem 17. Jahrhundert als besondere Liebhaber und Kenner der Musik galten. Kaiser Joseph II. spielte Cello und Tasteninstrumente, machte täglich mit ausgewählten Musikern Kammermusik und soll eine Vorliebe für Fugen und polyphone Musik gehabt haben (wie sein Großvater Karl VI.). Zu Beethovens Schülern und größten Förderern gehörte der musikalische Erzherzog Rudolf.
Angeregt durch die musikalischen Monarchen und ihre Hofkonzerte begannen auch Adlige des Kaiserhofs, sich eigene Hofkapellen zu halten, darunter auch Haydns Arbeitgeber, die Fürsten Eszterházy, insbesondere der prachtliebende Nikolaus I. Nicht nur der blühende Dilettantismus in zahlreichen Wiener Salons nährte das Bedürfnis und förderte das Verständnis für Musik, auch Kirchenmusik, allgegenwärtige Militärmusik mit den für die Linienformation wichtigen Trompeten, Querflöten und Trommeln sowie dem Hornsignal zur Befehlsübermittlung, die Höfischen Tänze und verbreiteten Volkstänze, solistische Produktionen etwa von Sängern, Harfenisten oder kleinen Ensembles in Wirtshäusern oder Gärten, nährten das Interesse und Bedürfnis nach Musik.
Wien blickte in der zweiten Hälfte des 18. Jahrhunderts besonders im Bereich der Oper auf eine lange Tradition zurück und verfügte auch sonst über eine vielschichtige Musikkultur. Es gehörte neben Neapel, Paris und London (öffentliches Konzert) zu den tonangebenden Musikstädten Europas und war ein bedeutender Anziehungspunkt, vor allem für Musiker und Komponisten aus den von den Habsburgern regierten Gebieten, zu denen damals ganz besonders auch weite
Teile Norditaliens (Mailand, Toskana) und Böhmen gehörten.

## Instrumente, Instrumentierung, Orchesterspiel
Instrument der bürgerlichen Empfindsamkeit „par excellence“ war das „Clavier“, womit zunächst das Clavichord, später auch das Hammerklavier gemeint war. Um 1800 war die Harfe beliebtes Virtuosen- und Dilettanteninstrument.

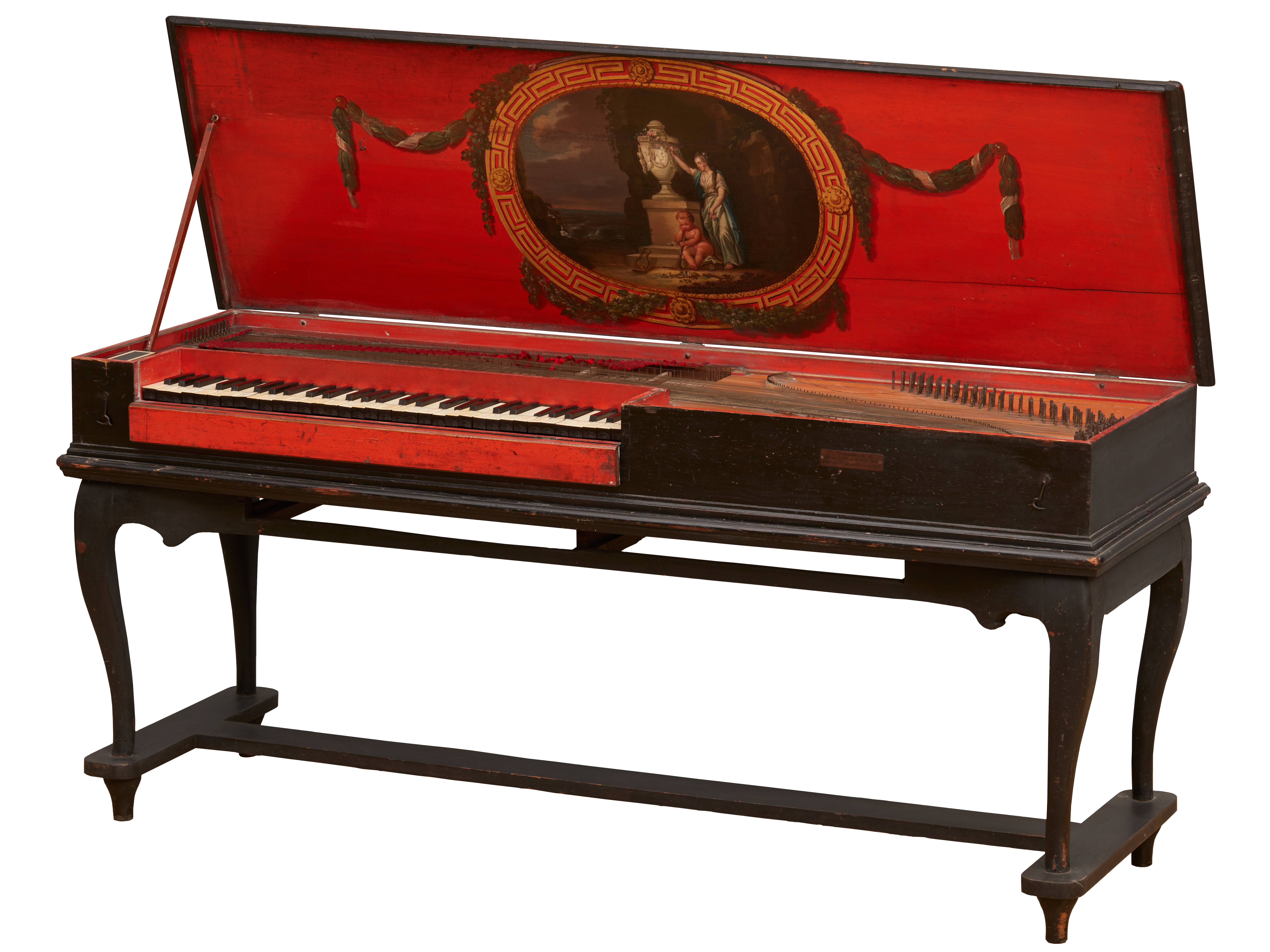
Bundfreies Clavichord von Johann Adolph Hass aus dem Jahr 1760 im Museum für Kunst und Gewerbe Hamburg

Bereits um 1700 hatte sich die Orchesterbesetzung herausgebildet, die noch in der „Wiener Klassik“ üblich war: Streicher mit basso continuo und je nach Bedarf Holz- und Blechblasinstrumente. Dabei tritt zu den spätbarocken „Charakterinstrumente[n]“ Oboe und Fagott ab etwa 1750 die Klarinette gleichberechtigt hinzu, die Traversflöte verdrängte ab 1730 die Blockflöte. Das Horn hatte ab der Jahrhundertmitte im Orchester eine Funktion als „unverzichtbare Stütze des Kolorits“ inne. Die Trompete wirkt eher als „Farbeffekt“, die Posaune war lange hauptsächlich in der Kirchenmusik in Verwendung. Um 1800 verschwindet der Generalbass.
Ab 1770 werden die Möglichkeiten von Farbkombinationen vermehrt genutzt, der hohe „Grad der Integration von Farbe, Tonart, Harmonie, Melodie und Rhythmus“ motiviert dazu, hier den Beginn der Instrumentationskunst anzusetzen. Die Arbeit an den gemischten Klangfarben erforderte Disziplin im Orchesterspiel, eingeführt wird etwa der einheitliche Strich der Streicher.

## Stilwandel ab ca. 1720
Der Begriff „Vorklassik“ scheint besonders angemessen dem arkadischen Klassizismus im „galanten Stil“ in den Opern ab etwa 1720 von Leonardo Vinci, Giovanni Battista Pergolesi und Johann Adolph Hasse. Ein Stilbruch zwischen 1720 und 1730 ist durch die Merkmale homophoner Satz, kleingliedrige Melodik, rhythmische Quadratur und langsamer harmonischer Rhythmus gekennzeichnet. So sind beispielsweise Vincis Melodien meist kantig und heiter, dabei anmutig, und bestehen aus einer Anhäufung relativ unabhängiger Fragmente. Domenico Scarlatti „sprengt“ in seinen Cembalosonaten durch Zweitaktperioden die barocke Kontinuität.
In der Instrumentalmusik führte das Aufgeben des barocken Konzepts, ein Kopfthema über einen ausgedehnten Satz weiterzuführen, zur „Einbürgerung von Kontrasten“, einer Vorbedingung für die Entwicklung der Sonatenform. Unabhängig von der konkreten Form wie etwa Ritornell-Prinzip oder rudimentärer Sonatenhauptsatz herrscht ein Konzept vor, in dem der Tonartenverlauf rückläufig organisiert ist: Tonika – Dominante – x – Tonika (in moll statt der Dominante die Tonikaparallele), die thematisch-motivische Entwicklung aber ein Wiederholungsschema ausbildet. Die „halb erreicht[e]“ funktionale Differenzierung wird dabei etwa beim 1757 gestorbenen Johann Stamitz durch eine Tendenz zur Austauschbarkeit kurzer Abschnitte „verzerrt“. Generell gibt es keine kontinuierliche Entwicklung von moderneren Formen, die auf Lösungen zurückgelassener Formprobleme aufbauen, sondern eine Vielzahl unabhängiger Experimente basierend auf gemeinsamen Formideen und Strukturprinzipien. So kann um 1750 bei Matthias Georg Monn oder Franz Ignaz Beck der neue rudimentäre Sonatenhauptsatz durch einen im Vergleich zum melodiebetonten Ideal des galanten Stils durchaus kontrapunktischen Satz realisiert sein. Eine Stilstufe später führt Haydn 1772 in den Streichquartetten op. 20 den galanten „Ton“ mit der „Technik“ des strengen Stils auch noch nicht zum Ausgleich, sondern stellt den Kontrast als Reiz insbesondere durch Anhängen von Fugen-Finali aus.

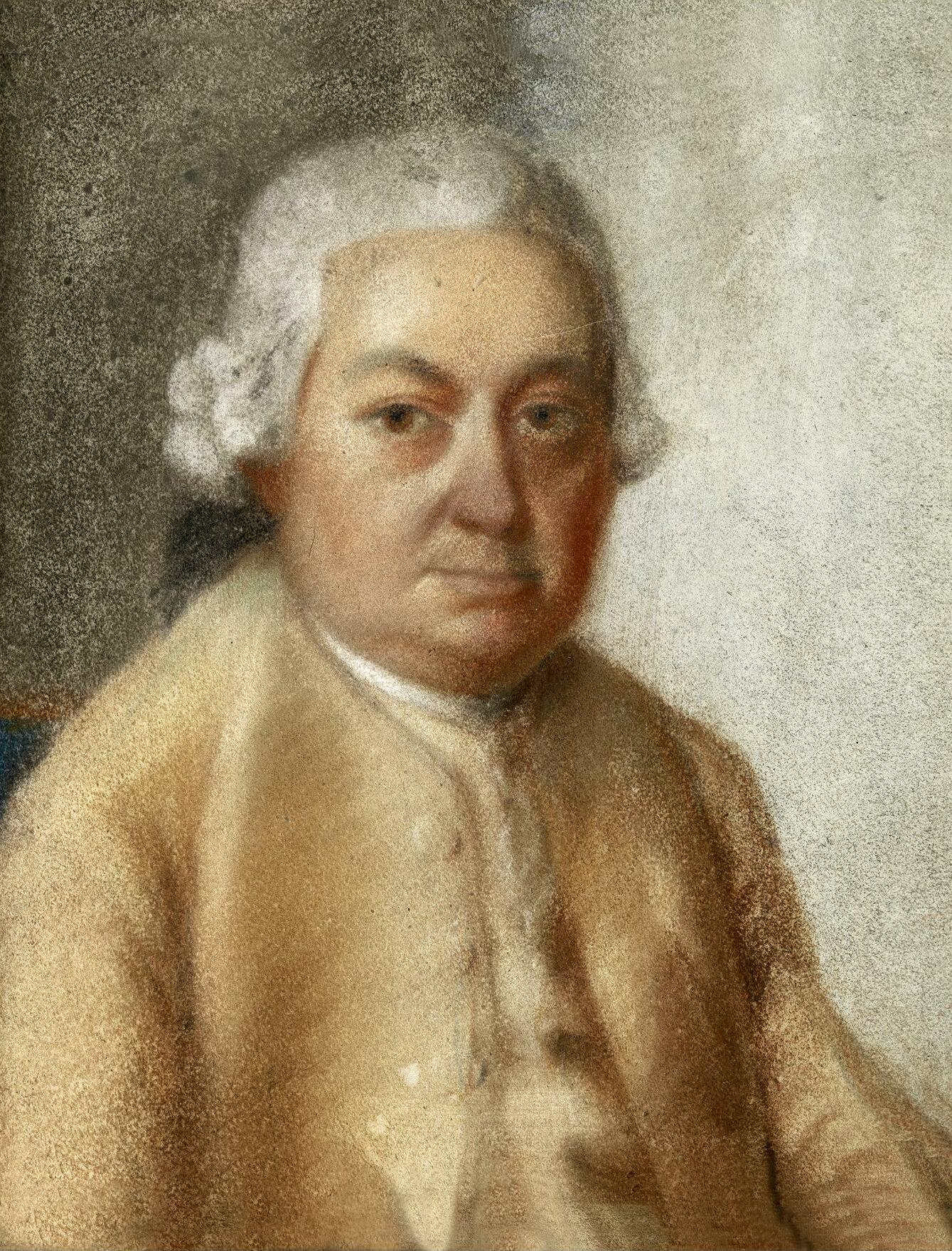
Carl Philipp Emanuel Bach

Niccolò Jommelli führte eine „Verselbständigung des Instrumentalsatzes“ in der Oper ein und wirkte mit den dynamischen Abstufungen und Kontrasten seiner Opernsinfonien der 40er und 50er Jahre auf die „Mannheimer Schule“ ein. Neben den aufsehenerregenden dynamischen Effekten zeugen von den außergewöhnlichen Fähigkeiten des Mannheimer Orchesters eine differenzierte Instrumentation, in der Holz- und Blechbläser in eigenständigen Stimmen geführt werden. Carl Philipp Emanuel Bach verbindet im Sinne der Empfindsamkeit in seinen Klavierwerken dynamische, klangliche und satztechnische Kontraste mit klavieristischer Idiomatik und „redender“ Expressiv-Melodik. In seinen Fantasien entfaltet sich ein improvisatorischer Geist ohne Grenzen durch Takt, Metrum oder Symmetrie. Aber auch innerhalb des Sonatensatzes kann der später als Durchführung genutzte Abschnitt (oben im harmonischen Schema als x markiert) von rhapsodischer „Rhetorik“ erfüllt sein, wie es für Johann Schobert typisch ist. Die Übertragung des Sturm- und Drang-Begriffes von der Literatur auf die Musik lässt sich anhand des Gestus argumentieren: Abruptheit, plötzlicher und unerwarteter Stimmungsumschwung, rascher Wechsel zwischen hochdramatisch und lyrisch.

### Oper

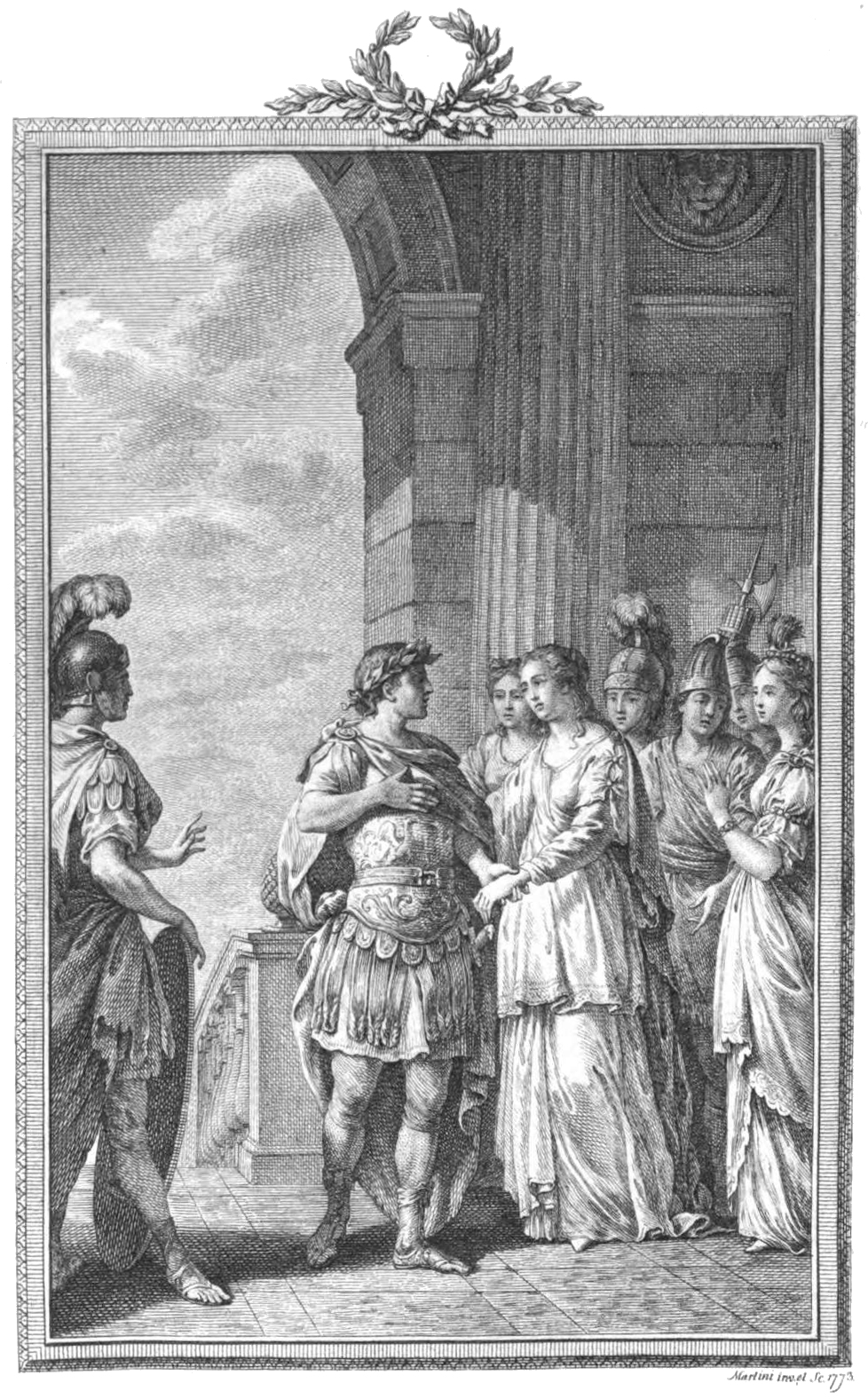
Pietro Metastasio: Adriano in Siria, Dritter Akt, Szene XI.

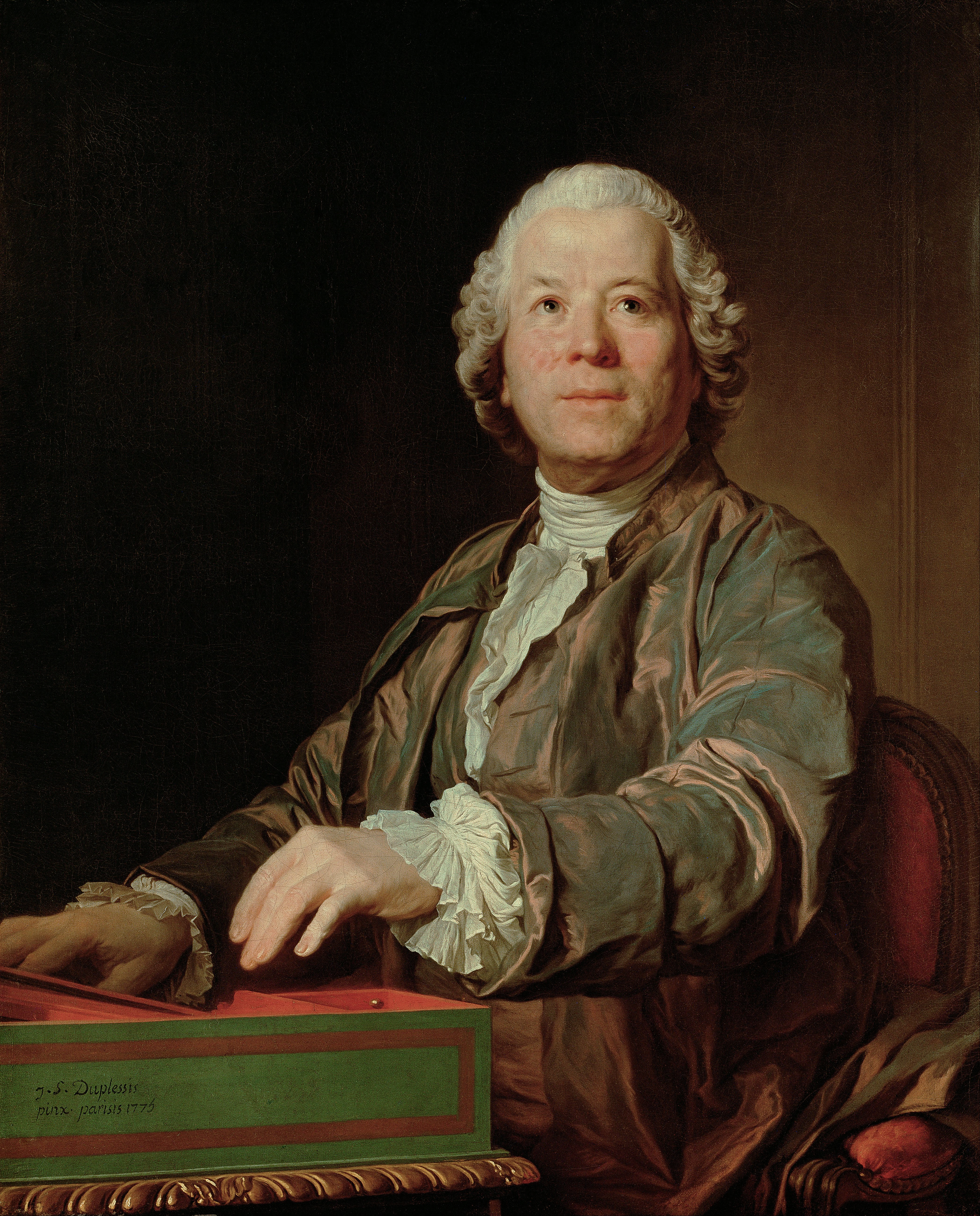
Christoph Willibald Ritter von Gluck, gemalt von Joseph Siffred Duplessis (1775)

Der bedeutendste Librettist der Opera seria war ab Mitte der 1720er Jahre Pietro Metastasio, der auch sang und komponierte und eine besonders für Vertonung geeignete Sprache schrieb mit sorgfältig geplantem Einsatz grammatischer Konstruktionen, von Lautverbindungen, Vokalhäufungen- und vielfalt und Versmetren. Der Konflikt, in den die Figuren aus mythischem, göttlichem oder aristokratischem Milieu geraten, wendet sich am Ende zum Guten. Streng getrennt sind Rezitative als Handlungsträger und Arien zur Affektdarstellung, in denen zudem die Sänger ihre Kunst präsentieren konnten. Der Hierarchie der Sänger entsprach die Anzahl der Arien, deren erste dem Hauptdarsteller vorbehalten war. Das begleitete Rezitativ sollte nur selten eingesetzt werden, um seine Wirkung nicht zu unterlaufen. Obwohl schon bald von vielen Komponisten vertont bedingten Metastasios Libretti mitunter Ähnlichkeit der Kompositionen. Als besonders typisch können die Opern von Vinci und Hasse gelten.
Im Gegensatz zur Verbreitung von Metastasios Texten über Europa blieb die komische Oper zunächst ein italienisches Phänomen. Entstanden um 1740, wird die Geschichte der Opera buffa vom Librettisten Carlo Goldoni bestimmt. Im Gegensatz zur Opera seria werden Handlung und Musik auch in der Handlungsarie und im Ensemble verbunden. Die Musik folgt weniger dem Affekt als der Handlung und dem Text, etwa beim schrittweise hinaufgeschraubten Aufzählen der Vorwürfe in der Auftrittsarie des Uberto in Pergolesis La serva padrona (1733). In Baldassare Galuppis La diavolessa (1755) werden innerhalb einer Arie mit wechselnden Tempi und Taktarten verschiedene Situationen geprobt. Parallel zu Goldonis Entwicklung von strenger Typisierung zu Charakterzeichnung beginnt sich in der Musik das Gegeneinander von Seria-Elementen und Buffa-Geplapper aufzulösen. In Niccolò Piccinnis La buona figliuola (1760) weicht die Karikatur dem musikalischen Empfinden. Die 1770er-Jahre bringen insbesondere bei Giovanni Paisiello das Kettenfinale, in dem innerhalb einer musikalischen Einheit mehrere Personen auftreten.
Das starre Schema der Libretti Metastasios führte in der zweiten Jahrhunderthälfte zu Kritik und Reformbestrebungen. Führender Komponist in diesem Kontext war Christoph Willibald Gluck. In Orfeo ed Euridice (1762) wird der Furienchor von „wortgezeugte[n] melodische[n] Motive[n]“ beherrscht. In Alceste (1767) erfüllt die pathetische Deklamation eine abendfüllende Oper. Tommaso Traetta lässt in Antigona (1774) die musikalischen Formen dem dramatischen Verlauf folgen.
Gluck hatte zwar an seinen Wirkungsstätten Wien und Paris keine Schüler, beeindruckte aber unter anderem Piccinni, der die moderne italienische Musiksprache mit regelmäßigen, überschaubaren Phrasen und Perioden auf die Tragédie lyrique übertrug und damit Generationen von Komponisten den Weg wies.

### Komponisten und Zentren

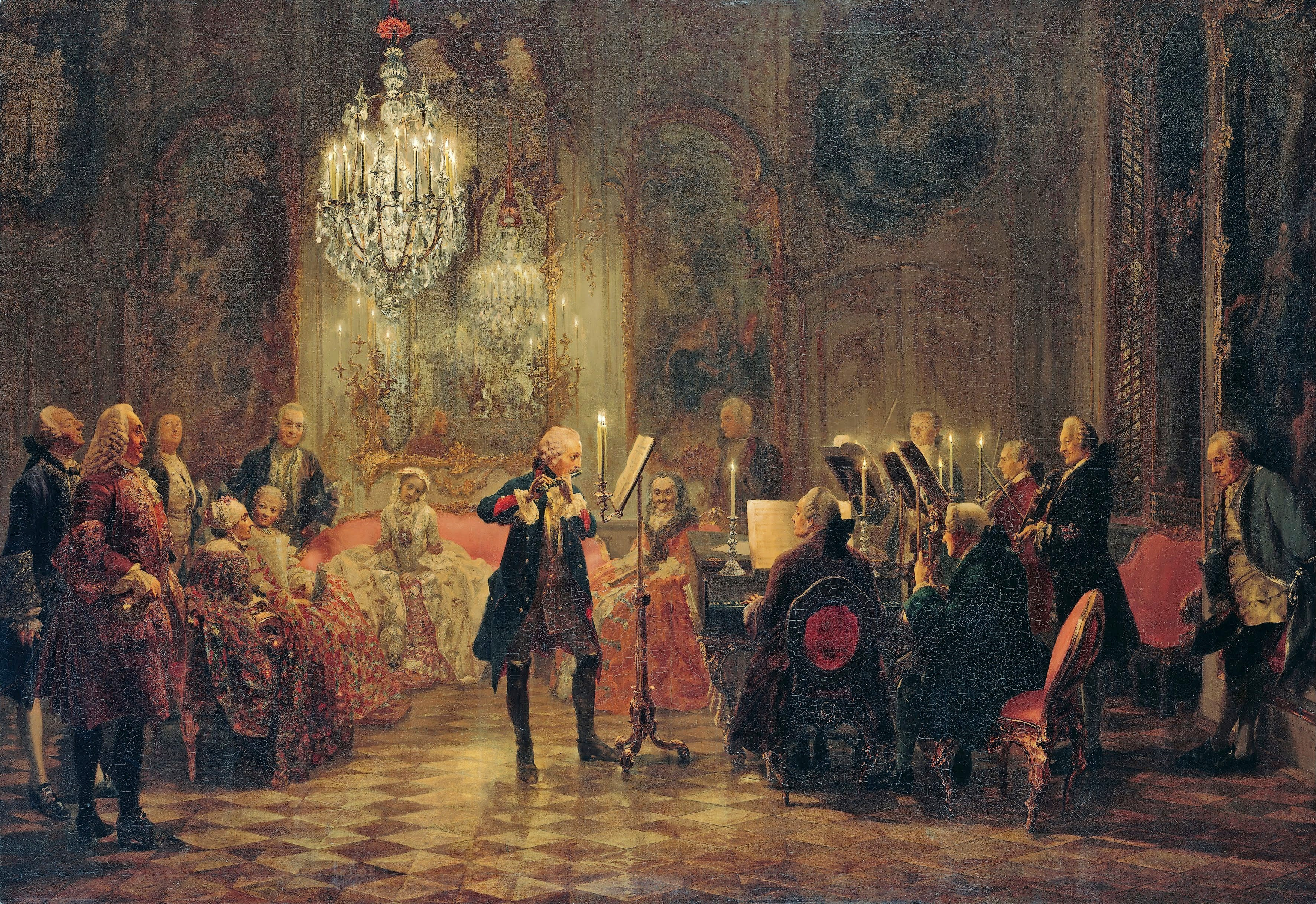
Flötenkonzert Friedrichs des Großen in Sanssouci (Gemälde von Adolph von Menzel, 1850–1852)

Am Hof des Preußenkönigs Friedrich II. wirkten neben Carl Philipp Emanuel Bach als wichtigstem Vertreter der „Empfindsamkeit“ die Komponisten Johann Joachim Quantz, auch Flötist, Johann Gottlieb Graun, auch Konzertmeister, sein Bruder Carl Heinrich Graun, Hofkapellmeister und bedeutender Opernkomponist, sowie die Brüder Franz und Georg Anton Benda. Friedrich II., der selbst komponierte und Flöte spielte, ließ Quantz hunderte Flötenkonzerte für sich komponieren, die um 1740 den aktuellen galanten Stil repräsentierten, in den 70er-Jahren vom reisenden Musikschriftsteller Charles Burney jedoch bereits wieder als altmodisch kritisiert wurden.

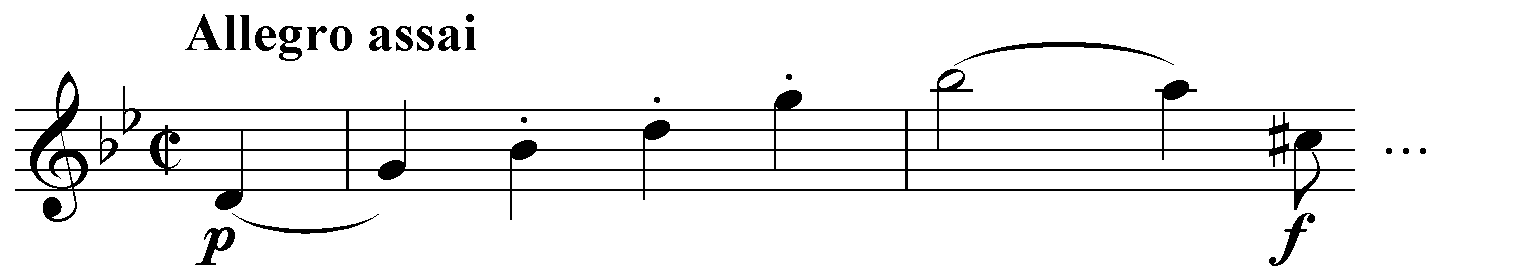
Mannheimer Rakete am Beginn des Schlusssatzes von Mozarts Sinfonie g-Moll KV 550

Johann Christian Bach und Carl Friedrich Abel waren in London aktiv, Johann Schobert und François-Joseph Gossec in Paris. Gossecs Messe des Morts (Uraufführung 1760) ist für den Einsatz der Posaunen im Tuba mirum und die Raumwirkung entfernt positionierter Orchester- und Chorgruppen berühmt. Italienische Zentren für die Oper waren Venedig, Mailand und Neapel, für die Kirchenmusik Rom und Bologna. Bedeutend für die Entwicklung der Sinfonie des 18. Jahrhunderts war Giovanni Battista Sammartini. Für die Mannheimer Schule mit Hauptvertretern wie Johann Stamitz, Franz Xaver Richter und Ignaz Holzbauer hat die „Mannheimer Rakete“ sprichwörtliche Bekanntheit erlangt. In Stuttgart wirkten am Hof Herzog Karl Eugens die italienischen Komponisten Niccolò Jommelli und Pietro Nardini.
Als „erste Wiener Schule“ im Gegensatz zur „zweiten“ um Arnold Schönberg käme mangels Schulcharakters die Trias Haydn, Mozart und Beethoven nicht in Betracht, stattdessen aber die Komponisten um Georg Matthias Monn und Georg Christoph Wagenseil. Wagenseil prägte mit kantabler Melodik, symmetrischer Periodik und dem Ausbau des Seitensatzes, der Durchführung und Reprise die Entwicklung zum modellhaften Sonatensatz, Monn, der 1740 das Menuett in eine viersätzige Sinfonie integrierte, trug zur „Stringenz des zyklischen Moments als eines geschlossenen Gangs durch Satzcharaktere“ mit dem Zielpunkt des Kehraus-Finales bei.

## Der klassische Stil bei Haydn, Mozart und Beethoven ab ca. 1780

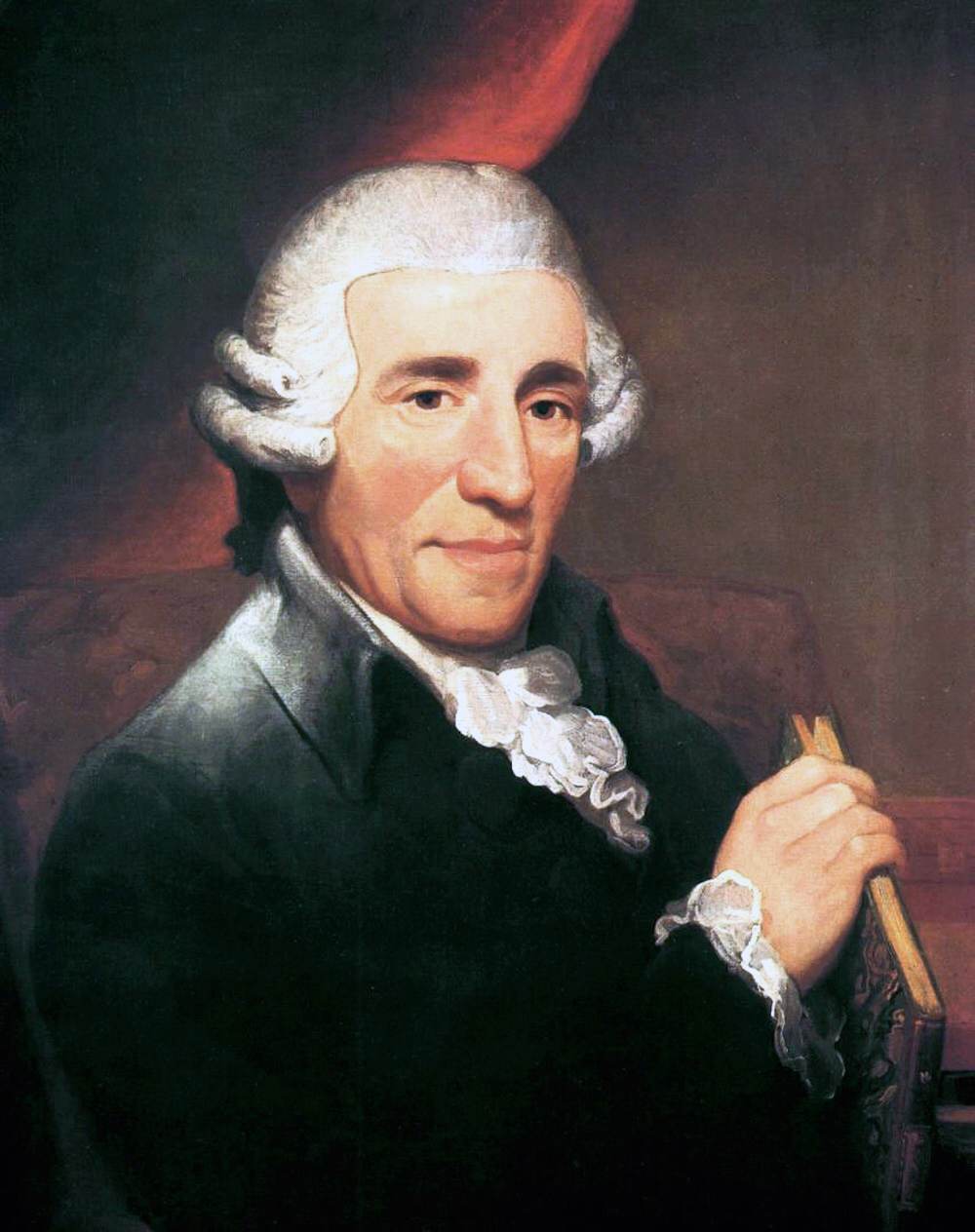
Joseph Haydn (1732–1809), Ölgemälde 1791 von Thomas Hardy

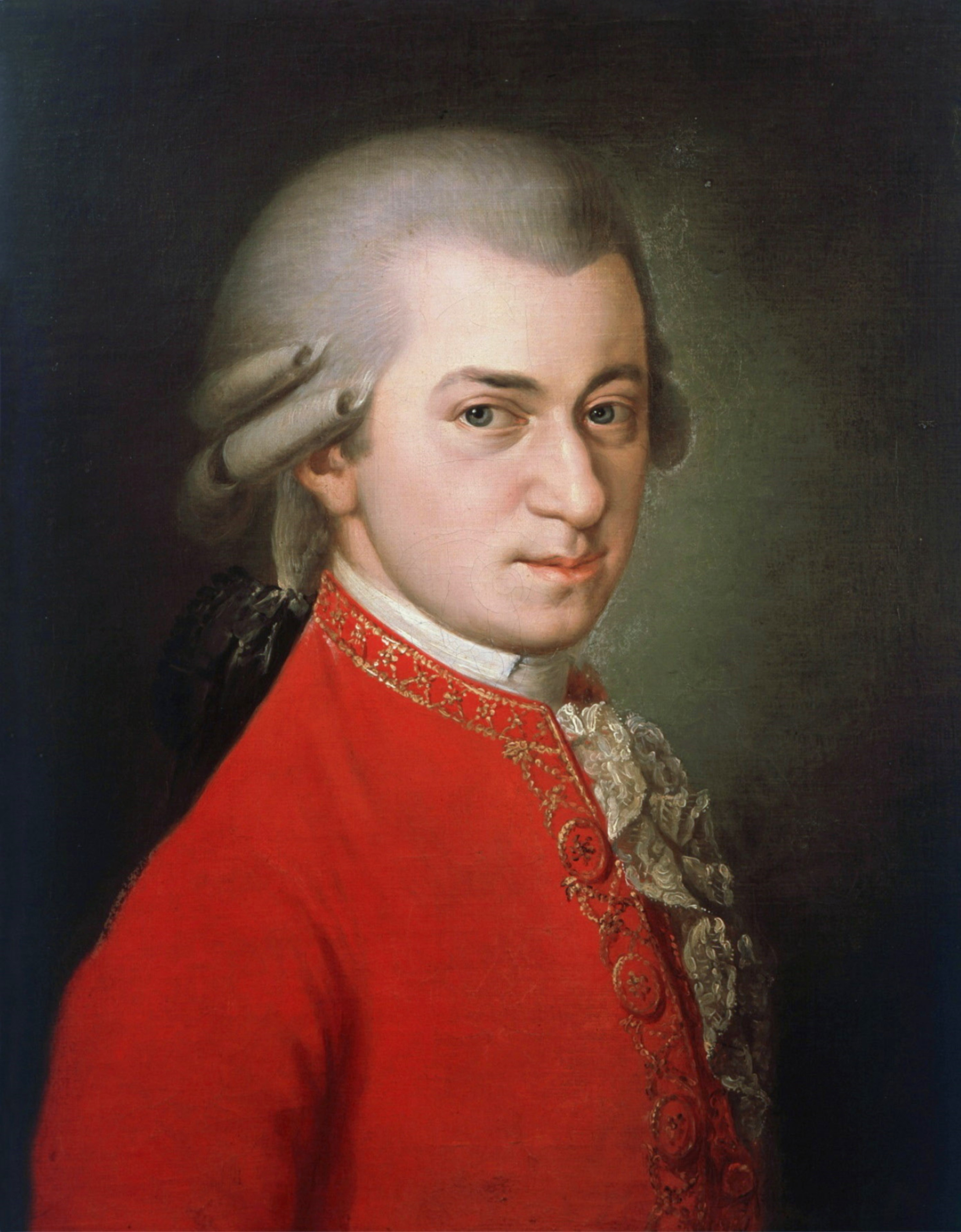
Barbara Kraffts Bildnis 1819 von Wolfgang Amadeus Mozart (1756–1791)

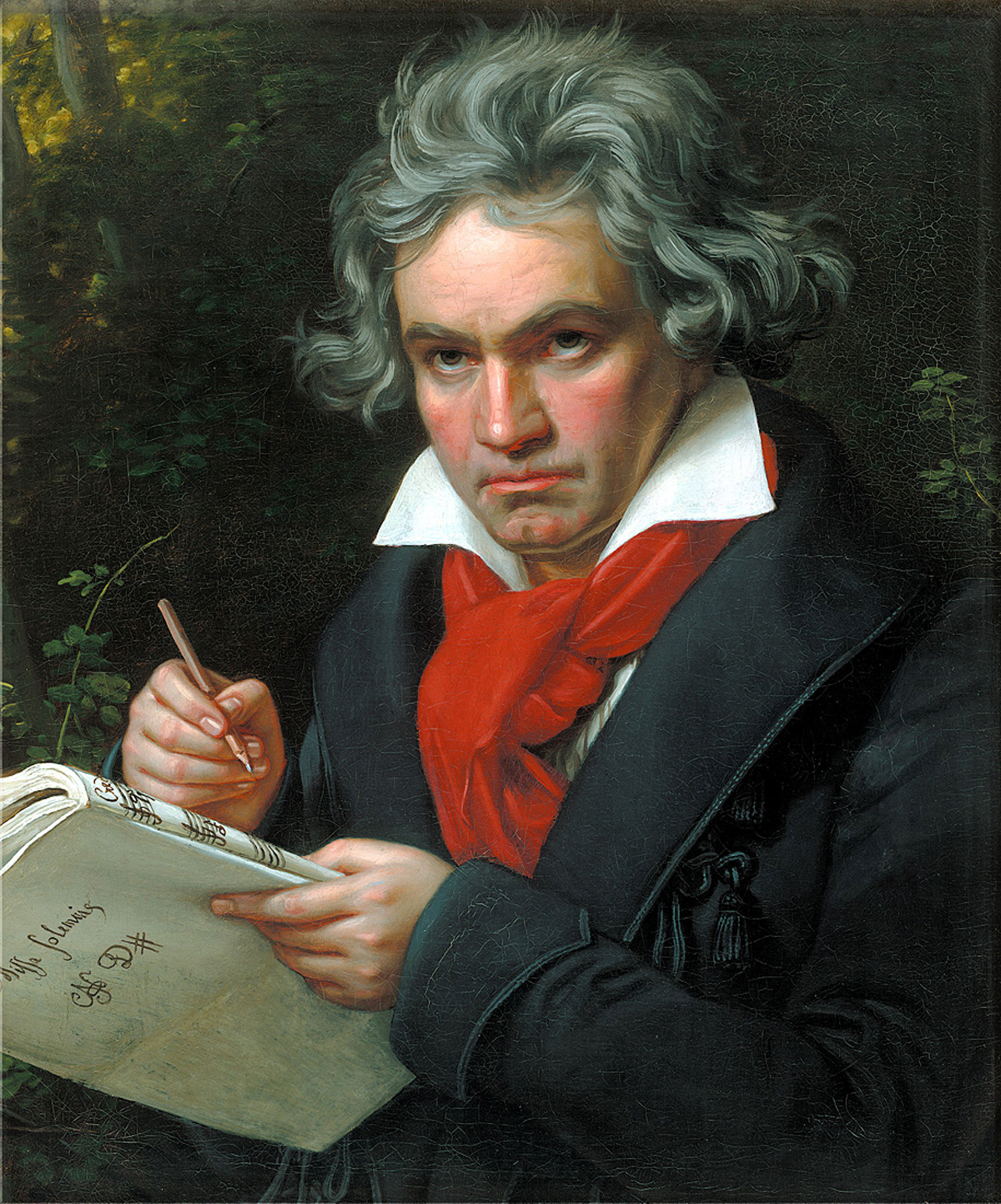
Ludwig van Beethoven (1770–1827), Gemälde von Joseph Karl Stieler, 1820

Haydn, Mozart und Beethoven gelten als führende Komponisten ihrer Zeit, die musikalische Meisterwerke schufen, die an formaler und ästhetischer Qualität, an Gehalt und Ausdruckskraft die Werke der Zeitgenossen übertrafen. Ihre Werke vereinen die Beherrschung, Perfektionierung und Sublimierung verschiedener musikalischer Techniken und Stile.
Seit Adolf Sandbergers Aufsatz Zur Geschichte des Haydnschen Streichquartetts von 1900 galt Haydns op. 33, das um 1780 in zeitlicher Nachbarschaft zu Johann Wolfgang von Goethes Iphigenie auf Tauris entstand, als musikalische Zäsur und Übergang zur Klassik. Ein im Vergleich zu Barock oder Romantik eher rationaler Grundton entspricht den Idealen der Aufklärung und dem Klassizismus in der Kunst. Besonders die Musik von Haydn und Mozart zeichnet sich oft durch einen gewissen Witz und Humor aus, die zur großen Popularität ihrer Werke beitrugen und -tragen. Insgesamt werden das Heitere und das Ernste, das Leichte und das Intellektuelle in einer charakteristischen Weise durchmischt, wodurch die Musik im Sprachgebrauch der Epoche „für Kenner und für Liebhaber“ ansprechend wird. Dabei dienen einige typisch klassische Gattungen wie Divertimento oder Serenade mehr der Unterhaltung, während das noch ganz neue Streichquartett, als dessen eigentlicher Vater Joseph Haydn gilt, die intellektuellste Gattung der Zeit ist; Sinfonien oder Konzerte liegen im Anspruch etwa in der Mitte.
Eigenschaften wie „Universalität“, „anstrengungslose Gelehrsamkeit“, „Leichtigkeit der Mitteilung“ oder „echte Bescheidenheit und freiwillige Beschränkung“ können durch Vergleich mit Äußerungen von Theoretikern der Dicht- und Redekunst als klassisch kategorisiert werden. Verwandt mit der Leichtigkeit ist die „edle Freiheit“, die sich in „Diskontinuität“ oder „formgewordene[r] Spontaneität“ äußert: „Wechsel von Dynamik, Artikulation, Klangregister, Instrumentierung, Satzdichte und Satztechnik […] im Laufe eines und desselben Stückes.“
Typisch sind insbesondere drei Verfahren: An die Stelle des basso continuo, in dem die Bassstimme mit Ziffern notiert ist und die so angegebenen Akkorde improvisatorisch realisiert werden, tritt die ausnotierte Begleitung, das obligate Accompagnement. Melodien werden auf mehrere Instrumente verteilt im durchbrochenen Stil. Als wesentlichste Neuerung gilt die motivisch-thematische Arbeit, der flexible Austausch musikalischer Funktionen und die Entwicklung motivischen Materials durch alle Stimmen innerhalb einer primär homophonen Textur. Diese Kompositionsverfahren werden in den meisten Gattungen angewandt, nachdem sie hauptsächlich in der Kammermusik (Streichquartett, Sonate u. a.) und in der Orchestermusik (Sinfonie) vornehmlich von Joseph Haydn entwickelt worden sind.
Der musikalische Fluss in der Klassik wird im Gegensatz zum „Einheitsablauf“ des Spätbarock durch Perioden gegliedert. Die „Eindringlichkeit“ der Wiederholung solch einer Gliederung ermöglicht, verschiedene gegenübergestellte Rhythmen am folgenden Gliederungspunkt zur Synthese zu führen, während im Spätbarock kontrastierende Rhythmen gesondert bleiben, auch wenn sie überlagert sind.
Harmonisch bewegt sich die Periode oft von der Tonika zur Dominante oder umgekehrt, ebenso ist im Sonatenhauptsatz der erste Teil (Exposition des thematischen Materials, bis zum Doppelstrich) als Modulation von der Tonika zur Dominante angelegt und der zweite Teil muss in der Tonika enden (in moll parallele Durtonart an Stelle der Dominante). In der Modulation der Exposition ist die Bewegung von der Ausgangs- zur Zieltonart dramatisiert, die Ausgangstonart wird destabilisiert, „Annäherungen und Rückzüge“ führen allmählich zum Ziel, oder die Dominanttonart wird ohne Modulation eingeführt, wenn sie bereits in den ersten Takten latent vorhanden war, charakteristisch ist also eine „Sensibilität gegenüber harmonischen Implikationen“. Das Formmodell ist grundsätzlich flexibel, die Modulation findet nicht zwangsläufig nur zwischen Hauptsatz (erstes Thema) und Seitensatz (zweites Thema, bei Haydn oft ident mit dem ersten) statt.
Als Sonatenhauptsatzform ist meist der Kopfsatz einer Komposition der Gattung Sonate, Klaviertrio, Streichquartett oder Sinfonie gestaltet, der Finalsatz ist häufig ein Rondo, wobei diese Form als „Sonatenrondo“ der Sonatenhauptsatzform angenähert werden kann.
Für Sinfonien und Quartette wurde ab den 1760er-Jahren die Viersätzigkeit typisch, meist mit der Abfolge schnell – langsam – Menuett – schnell. Haydn verwendete schon seit den 1770er-Jahren gelegentlich eine langsame Einleitung (z. B. in Sinfonien Nr. 50, 57 u.a). Die beiden Mittelsätze können auch umgekehrt erscheinen und das Menuett entwickelte sich unter Haydn inhaltlich und vom Tempo her immer mehr in Richtung Scherzo, das er in den Quartetten op. 33 (1781) zum ersten Mal namentlich verwendet (später aber wieder Menuette). Beliebt waren auch Variationssätze, sowohl beim langsamen Satz (v. a. bei Haydn, oder in Mozarts Klavierkonzerten Nr. 15 und 18), als auch im Finale (z. B. Mozart, Klavierkonzerte Nr. 17 oder 24). Für das Konzert blieb die Dreisätzigkeit typisch, in der Reihenfolge schnell – langsam – schnell.
Die Instrumentalmusik erfuhr durch die Wiener Klassiker eine Aufwertung, obwohl weiterhin Einflüsse der Vokalmusik, des Rhetorischen vorhanden sind, etwa bei Mozart. Auf dem Gebiet der Oper leistete vor allem Mozart Herausragendes, der Schwerpunkt der beiden anderen liegt deutlicher auf Instrumental- und geistlicher Musik.
Die Musik der Wiener Klassiker ist bei jedem Komponisten stilistisch nicht einheitlich oder statisch, sondern lässt eine Entwicklung erkennen, die von frühklassischen und sogenannten „Sturm und Drang“-Tendenzen (1770er-Jahre) bis hin zu einer Art monumentalem musikalischem Empire (um und nach 1800) und frühromantischen Anklängen vor allem bei Beethoven führen.

### Einflüsse

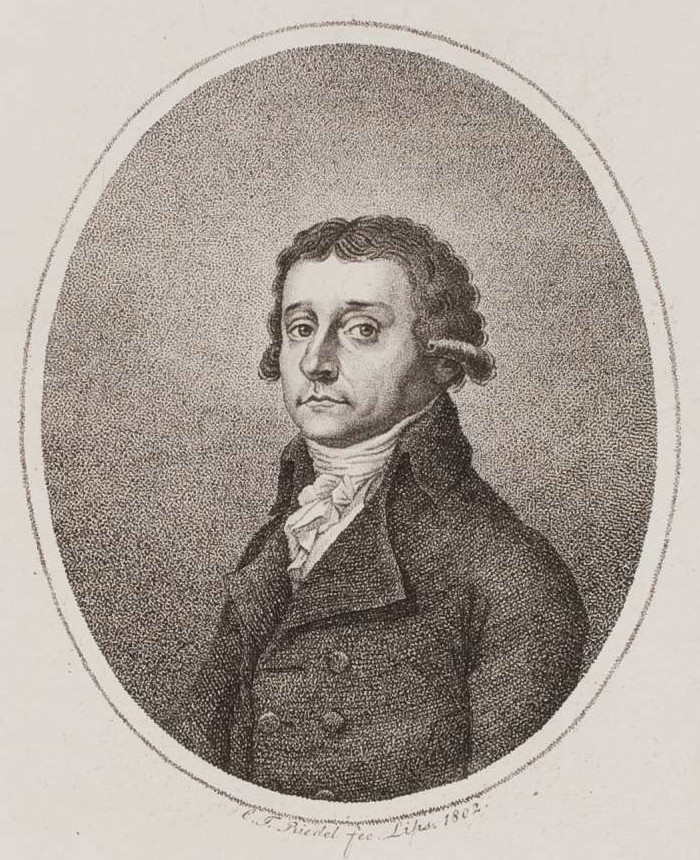
Antonio Salieri

Zu den direkten Wegbereitern der Wiener Klassik gehörten Georg Christoph Wagenseil und Georg Matthias Monn. Zu Haydns und Mozarts wichtigsten Wiener Kollegen gehörten auch einige böhmische Komponisten, wie Johann Baptist Vanhal oder Leopold Koželuh. Der Organist und Domkapellmeister Johann Georg Albrechtsberger war ein Lehrer von Beethoven. Etwa mit dem Beginn der Wiener Klassik fällt die 1771 erfolgte Gründung der Tonkünstler-Sozietät zusammen, die „öffentliche“ Konzerte veranstaltete, die freilich in erster Linie von der aristokratischen und gehobenen bürgerlichen Gesellschaft Wiens besucht wurden.

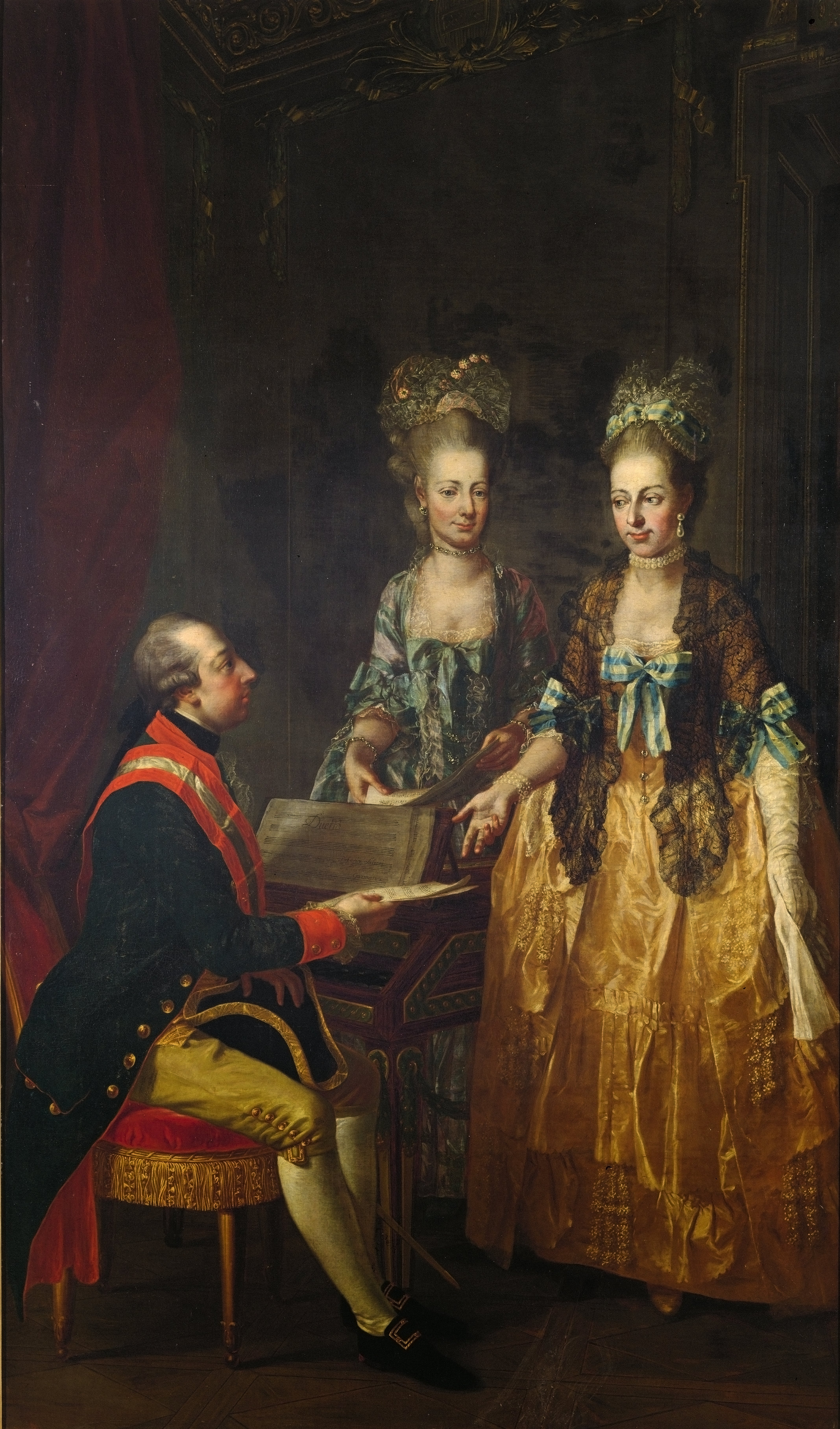
Joseph II. am Cembalo oder Pianoforte mit zwei Schwestern, 1778

Am Kaiserhof wirkten im Zeitraum von 1760 bis 1790 die bedeutenden Opernkomponisten Christoph Willibald Gluck, Florian Leopold Gassmann und Antonio Salieri (die beiden letzteren gehörten auch zum privaten Quartettzirkel Josephs II.). Zur gleichen Zeit wirkte auch Vincenzo Righini in Wien. Überhaupt hatte die italienische Oper in Wien einen ungewöhnlich hohen Stellenwert im Vergleich zu den meisten anderen Regionen in Deutschland und auf dem Programm der Wiener Hofoper wurden regelmäßig Werke der international bekanntesten Komponisten gespielt, von denen einige, wie Giovanni Paisiello, Domenico Cimarosa oder Vicente Martín y Soler auch vorübergehend in Wien wirkten – der letztere arbeitete in den 1780er-Jahren mit Mozarts Librettist Lorenzo da Ponte zusammen, genau wie auch Salieri. Einen besonderen Erfolg hatte zu dieser Zeit die Opera buffa, die mit ihrem Witz und Esprit auch auf die Instrumentalmusik besonders von Haydn und Mozart einen nicht zu unterschätzenden Einfluss ausübte. Haydn kannte das Buffa-Repertoire sehr gut, da er an der Hofoper in Eszterháza in den 1770er- und 1780er-Jahren nicht nur seine eigenen Opern aufführte, sondern auch zahlreiche Werke der italienischen Starkomponisten. In Wien selber förderte Kaiser Joseph II. ab 1776 das Deutsche Nationalsingspiel, für das u. a. Mozart seine Entführung aus dem Serail schrieb; das kaiserliche Singspielprojekt hatte jedoch nicht den erhofften Erfolg beim Publikum und musste nach einigen Jahren schließen.
Komponisten, die zu Beethovens Zeit eine nicht ganz unwichtige Rolle im Wiener Musikleben spielten, waren (nach wie vor) sein Lehrer Salieri, der nach seiner Opernkarriere auf geistliche Musik umstieg, und der Klaviervirtuose und Komponist Johann Nepomuk Hummel, der auch ein Schüler von Mozart war. Andere wichtige Klavierkomponisten (aber nicht nur) waren Anton Diabelli und Joseph Czerny. Einige Jahre lang gehörte auch der italienische Gitarrist Mauro Giuliani zum Wiener Musikleben der Beethovenzeit. Ein erfolgreicher Opernkomponist war Joseph Weigl. Auch Peter von Winter schrieb einige Werke für Wiener Bühnen, wo zu Beginn des 18. Jahrhunderts nach wie vor italienische Opern beliebt waren, unter anderem von Giovanni Simone Mayr, der zwar in Italien wirkte, aber ein Verehrer der Wiener Klassiker war und in der Instrumentierung seiner Opern von ihnen beeinflusst war. Nach ca. 1815 wurden auch Werke von Rossini in Wien gespielt und waren beim Wiener Publikum sehr beliebt; der taube Beethoven hat sie jedoch nie gehört und Rossini hatte keinen nennenswerten Einfluss auf die Wiener Klassik (aber sehr wohl auf die Wiener Tanzmusik des Biedermeier von Joseph Lanner und Johann Strauss Vater).
Neben den insgesamt bereits reichen Einflüssen des Wiener Musiklebens hatten alle drei Wiener Klassiker auch andere Vorbilder. So wies Haydn selber darauf hin, dass er in seinem eigenen Clavierstil stark von Carl Philipp Emanuel Bach beeinflusst wurde, und für seine kontrapunktischen Spielereien dürfte sein Studium des Gradus ad Parnassum von Fux prägend gewirkt haben. Haydn scheint auch teilweise aus österreichisch-volkstümlichen Quellen zu schöpfen und vor allem in einigen Quartetten findet man gelegentlich Einflüsse ungarischer Volks- oder Zigeunermusik. Insgesamt war Haydn ein ungewöhnlich origineller und progressiver Komponist, der viel experimentierte und noch im Alter von über 60, in seiner Londoner Zeit, offen für neue Ideen und Anregungen war.

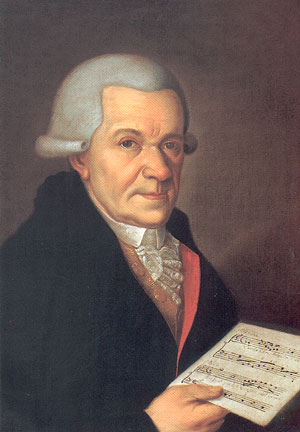
Michael Haydn

Wolfgang Amadeus Mozart erhielt seine Grundprägung durch sein Salzburger Umfeld, namentlich durch seinen Vater Leopold Mozart. In Salzburg wirkte auch Joseph Haydns Bruder Michael, der ein bedeutender Komponist mit einem eigenen Stil war und besonders für seine Kammermusik und Geistliche Werke bekannt war – sein Bruder Joseph bezeichnete ihn als den größten Kirchenmusikkomponisten seiner Zeit.
Mozart lernte auf seinen Reisen aber schon früh viele Komponisten und deren Musik kennen und war daher völlig international geprägt. Schon Teodor de Wyzewa und Georges de Saint-Foix ergründeten in ihrem großen Mozart-Werk (1936–1946) die vielfältigen Spuren davon. Zu nennen sind etliche italienische Komponisten (u. a. Giovanni Battista Sammartini und Niccolò Piccinni), der in Italien wirkende Böhme Josef Mysliveček und die Meister der Mannheimer Schule. In der Mozartliteratur wird besonders Mozarts herzliches Verhältnis und der Einfluss des „Londoner“ Johann Christian Bach betont. Nicht zu überhören sind in Mozarts Werken auch Affinitäten zu französischen Zeitgenossen, wie dem damals international beliebten Opernkomponisten André-Ernest-Modeste Grétry, sowie der Orchestermusik von François-Joseph Gossec oder dem Chevalier de Saint-Georges, die Mozart auf seiner Paris-Reise 1778 kennenlernte.

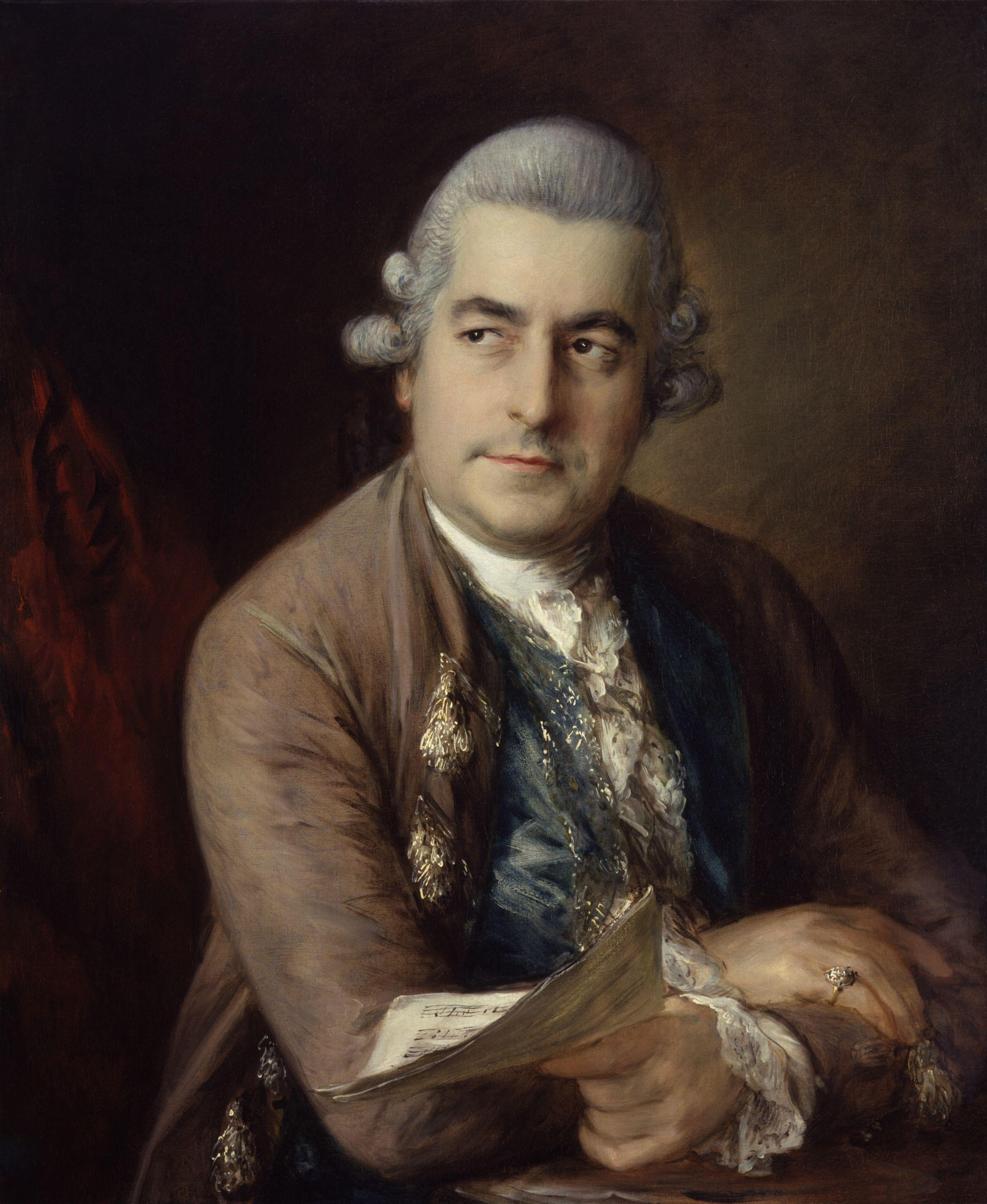
Johann Christian Bach

Mozart lernte außerdem um 1782 über den Baron van Swieten Fugen von Johann Sebastian Bach kennen, deren Einfluss besonders in Mozarts sogenannten Haydn-Quartetten und in einigen späten Klaviersonaten (KV 533 und 576) evident ist. In Haydns späte Oratorien Die Schöpfung und Die Jahreszeiten flossen eher indirekt, und wiederum durch Vermittlung durch van Swieten, Einflüsse von Händels Oratorien ein (Messiah u. a.).
All das übernahm Beethoven direkt oder indirekt durch Joseph Haydns und Mozarts Kompositionen. Beethoven war darüber hinaus besonders von den dramatischen Tendenzen französischer Revolutionsmusik und der sogenannten Schreckensoper beeinflusst, also von Komponisten wie Étienne-Nicolas Méhul und Luigi Cherubini. Den
letzteren rühmte er als unmittelbares Vorbild (für Sinfonien und die Oper Fidelio). Auch der Klaviervirtuose Muzio Clementi, der während eines kurzen Wienaufenthaltes auf Veranlassung von Kaiser Joseph II. einen Klavierwettstreit mit Mozart austragen musste, übte später einen gewissen Einfluss auf Beethovens Klavierstil und -technik aus.

### Verlag
Als bedeutender Originalverleger der bekannten Wiener Klassiker Beethoven, Haydn und Mozart galt der Musikalienhändler, Verleger sowie Erfinder des präzisen Notendrucks Heinrich Philipp Boßler. Joseph Haydn hatte eine bevorzugte Stellung in Boßlers Verlagshaus zu Speyer inne. Für Beethoven verlegte H. P. Bossler frühe Originalwerke so beispielsweise die Kurfürsten-Sonaten (WoO 47), deren Gestaltung Boßler außerdem übernahm.  Wolfgang Amadé Mozart wurde von Heinrich Philipp Bossler 1784 als Schattenriss überliefert. Außerdem verlegte er Mozarts Ouvertüren Hochzeit des Figaro (KV 492) und Don Giovanni (KV 527) im Original. Mozart komponierte Werke für den Weltstar an der Glasharmonika Marianne Kirchgeßner, sie wurde wiederum durch Bossler künstlerisch betreut. Der bedeutende Impresario Boßler war mit allen Wiener Klassikern persönlich bekannt.

### Ausstrahlung
Joseph Haydn lebte zwar in Kindheit und Jugend in Wien, war jedoch von 1761 bis 1790 eigentlich fast ständig in den Residenzen der Esterházy in Eisenstadt und Fertöd, und zwischen 1791 und 1795 war er die meiste Zeit in London. Er gehörte also zu dieser Zeit eigentlich nur am Rande zum Wiener Musikleben. Aufgrund zahlreicher Kopien und Drucke waren seine Werke (besonders Quartette und Sinfonien) jedoch nicht nur in Wien und Deutschland, sondern in ganz Europa bekannt, und Haydn war aufgrund der außergewöhnlichen Qualität seiner geistsprühenden Musik spätestens ab den 1770er-Jahren eine internationale musikalische Berühmtheit. Schon ab Anfang der 1780er-Jahre wollte man ihn nach London holen und er bekam Kompositionsaufträge aus Paris (Pariser Sinfonien) und Spanien (Die sieben letzten Worte unseres Erlösers am Kreuze). Seine perfekt durchorganisierte und dabei ästhetisch ansprechende und unterhaltsame Instrumentalmusik war Vorbild für viele Komponisten auch außerhalb österreichischer Lande, darunter neben Mozart und Beethoven junge Musiker wie Joseph Martin Kraus, dessen Sinfonien Haydn selber in Eszterháza aufführte, Antonio Rosetti oder Adalbert Gyrowetz, von dem eine Sinfonie unter Haydns Namen veröffentlicht wurde. Ignaz Pleyel war ein Schüler Haydns und wurde sogar von Mozart geschätzt. Selbst der aus einem ganz anderen musikalischen Milieu stammende Luigi Boccherini – einer der bedeutendsten Kammermusikkomponisten der Zeit, der zwar in seiner Jugend einige Jahre in Wien verbracht hatte, aber seinen sehr persönlichen Stil mehr aus italienischen, französischen und spanischen Inspirationsquellen kreierte – nahm Anregungen aus Haydns Werken an.
Mozart erreichte während seines kurzen Lebens trotz seiner Reisen in Jugendjahren nicht annähernd eine solch internationale Berühmtheit als Komponist, sondern war nach seinem Umzug nach Wien 1781 eher eine lokale Größe. Erst nach seinem frühen Tode fanden seine Werke eine weitere Verbreitung und es setzte nach und nach eine Glorifizierung seiner Person ein. Als entscheidend für die Konstitution einer „Wiener Klassik“ werden vor allem die Jahre nach Mozarts Übersiedelung nach Wien angesehen, obwohl er (wie Haydn) schon vorher Werke komponiert hatte, die dem entsprechenden Maßstab gerecht wurden. Doch bildete sich nach 1781 bis zu einem gewissen Grad eine kompositorische Interaktion zwischen Joseph Haydn und Mozart heraus, unter anderem mit der Anregung, die von Haydns neuartigen Streichquartetten (op. 33, 1781) und seinen Symphonien vor allem auf den jüngeren Komponisten ausging, dann aber auch inspirierend auf Haydn zurückwirkte.

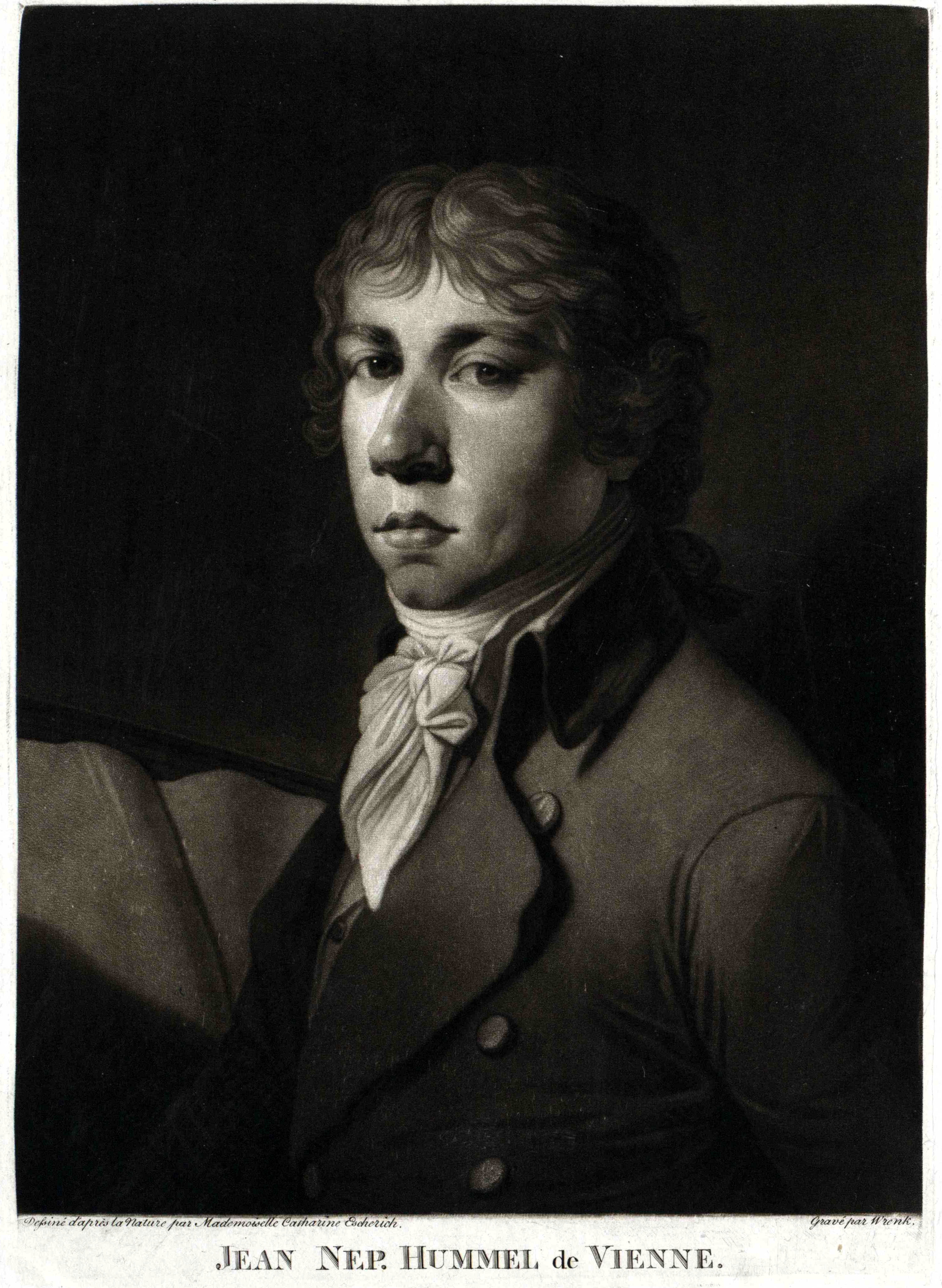
Johann Nepomuk Hummel

Der junge Beethoven gehörte bereits in Bonn zu den Hofmusikern von Erzherzog Maximilian Franz (ein Bruder Josephs II.) und kam dadurch schon früh mit einem typisch wienerischen Repertoire in Kontakt. Er reiste zuerst kurzfristig 1787 nach Wien; wieder zurück in Bonn wurde er 1790 von dem durchreisenden Haydn persönlich ermuntert, zum Studium nach Wien zu kommen. Beethoven vereinte in seinem Werk Einflüsse von Haydn und Mozart, wie es auch sein Gönner Graf Ferdinand Ernst Gabriel von Waldstein in einem (nicht ganz stimmigen) Bonmot formulierte: „Durch ununterbrochenen Fleiß erhalten Sie: Mozarts Geist aus Haydns Händen.“ Bald nach der Kanonisierung von Haydn und Mozart als „klassisch“ im frühen 19. Jahrhundert wurde ihre Vorbildwirkung von derjenigen Beethovens überschattet. Sowohl die „klassizistische“ Richtung mit dem Primat der Form wie die „fortschrittliche“, die Musik und dezidierten Stoff miteinander verknüpfen will (→ Programmmusik), berufen sich in ihrem Streit auf Beethoven.

## Andere Komponisten
Grundsätzlich war die Klassik ein Zeitstil, der auch von anderen Musikern in anderen Regionen gepflegt wurde, die nicht der Wiener Klassik zugeordnet werden können und/oder in keiner direkten Verbindung zu den „drei großen Wienern“ stehen. Auch wenn diese Komponisten oft nicht in der gleichen Weise mit musikalischen Form- und Struktur-Fragen beschäftigt waren, oder andere Lösungen dafür fanden, bedeutet dies nicht zwangsläufig, dass sie keine bedeutenden Komponisten gewesen wären. Viele waren nicht nur zu ihrer Zeit hochangesehen, sondern z. T. auch sehr einflussreich, wie man den obigen Ausführungen bereits entnehmen kann.

### Oper
In besonderem Maße gilt dies für Italien, das Land des Belcanto, wo man in der Epoche der Klassik bereits fast ausschließlich auf die Oper konzentriert war. Der italienische Opernstil legte zu dieser Zeit das Gewicht besonders auf den hochentwickelten Gesang, der in der Opera seria ausgesprochen virtuos war (ähnlich den Partien der Königin der Nacht in Mozarts Zauberflöte oder der Konstanze in der Entführung), in der Opera buffa dagegen deutlich schlichter. In den 1780er Jahren näherten sich die beiden Typen allerdings einander an und durchdrangen sich. Viele Italiener wirkten auch im Ausland, wobei sie dann z. T. andere Einflüsse aufnahmen. Die Zeit um 1800 bis 1810 (bis zum Auftreten Rossinis) gilt als eine Art Krise der italienischen Oper.
Neben den bereits genannten spätneapolitanischen Opernkomponisten Paisiello, Cimarosa und Piccinni gehörten zu den erfolgreichsten Meistern der italienischen Oper der Klassik: Baldassare Galuppi (Spätwerk), Giuseppe Sarti, Pasquale Anfossi, Niccolò Jommelli, Tommaso Traetta, Antonio Sacchini, Niccolò Zingarelli, Giuseppe Nicolini. Der bereits erwähnte gebürtiger Bayer Giovanni Simone Mayr war ab etwa 1800 ebenfalls einer der erfolgreichsten Opernkomponisten Italiens und orientierte sich in der Instrumentierung an Mozart und Haydn. Auch Gioachino Rossini gehört mit seinem Frühwerk noch zur Spätklassik, und ebenso seine Nachfolger Mercadante, Pacini und Donizetti und der Deutsche Giacomo Meyerbeer in seiner italienischen Phase. Rossini und die genannten Komponisten waren bereits alle mit Werken von Haydn und Mozart-Opern, teilweise auch mit Beethovensinfonien bekannt, und nahmen davon vor allem Anregungen für ihre Instrumentierung auf. Aus diesem Grunde warf man Rossini einen deutschen Einfluss vor.
Die Italiener Luigi Cherubini (den Beethoven verehrte), Ferdinando Paer und Gaspare Spontini wirkten in Frankreich (oder Deutschland) und waren von Gluck beeinflusst. Sie gehören zu den Hauptmeistern der französischen Oper der späten Klassik.

### Instrumentalmusik
In der Instrumentalmusik war der bereits erwähnte Luigi Boccherini neben Haydn und Mozart der bedeutendste Komponist von Kammermusik. Er wirkte in Spanien und sein Stil ist von großer Weichheit, Klangschönheit und lyrischer Idylle geprägt. Ähnlichkeiten mit Boccherinis Stil zeigt Giuseppe Cambini in seinem umfangreichen (aber wenig gespielten) Kammermusikschaffen. Er war ein Hauptmeister der Sinfonia concertante, die er für das Pariser Concert spirituel schuf.
Bedeutende Violinvirtuosen der Epoche waren außerdem Gaetano Pugnani, der auch Sinfonien schrieb, und Giovanni Battista Viotti, dessen Konzerte einen ganz eigenen Stil aufweisen, und der formal andere Wege geht als die Wiener Klassiker. Viotti nahm an den Haydn-Konzerten in London teil und Mozart schrieb einige zusätzliche Bläserstimmen für Viottis e-moll-Konzert Nr. 16. Einige seiner späten Werke sind von frühromantischer Tragik durchzogen (vor allem Nr. 22 in a-moll und andere Moll-Konzerte). Viotti hatte großen Einfluss auf die französischen Violinkomponisten Pierre Rode, Rodolphe Kreutzer, Pierre Baillot und auf Nicolò Paganini – der letztere gehört jedoch bereits zur Romantik. Der deutsche Violinist Louis Spohr zählt zumindest in seinem Frühwerk noch zur Spätklassik.
Im Bereich der Klaviermusik gab es mehrere bedeutende und einflussreiche Meister, die zwar zur Klassik zählen, jedoch nicht wienerisch waren: Muzio Clementi, der Böhme Johann Ladislaus Dussek, John Field. Ihre Werke reichen von der Klassik zur Frühromantik und sie alle spielten neben Beethoven bei der Entwicklung eines frühromantischen Klavierstils eine wichtige Rolle. Der in Dänemark wirkende und für seine melodieschönen Sonatinen bekannte Friedrich Kuhlau war stark von Mozart und Haydn beeinflusst.